# Сухоречье (Львовская область)
Сухоречье (укр. Сухоріччя) — село в Подберёзцовской сельской общине Львовского района Львовской области Украины.
Население по переписи 2022 года составляло 201 человек. Занимает площадь 1,82 км². Почтовый индекс — 81141. Телефонный код — 3230.

## Известные уроженцы
- Иван (Ступницкий) (1816—1890) — украинский церковный деятель УГКЦ, епископ Перемышльской епархии УГКЦ, археолог, нумизмат.

## Местный совет
81141, Львовская обл., Пустомытовский р-н, с. Верхняя Белка